# Pyrenopeziza cotoneastri
Pyrenopeziza cotoneastri är en svampart som tillhör divisionen sporsäcksvampar, och som först beskrevs av Karl Starbäck, och fick sitt nu gällande namn av John Axel Nannfeldt. Pyrenopeziza cotoneastri ingår i släktet Pyrenopeziza, och familjen Dermateaceae. Arten är reproducerande i Sverige.